# Motociklistična Velika nagrada Vzhodne Nemčije
Motociklistična Velika nagrada Vzhodne Nemčije je motociklistična dirka svetovnega prvenstva, ki je potekala med sezonama sezone 1961 in sezone 1972.

## Zmagovalci
Roza ozadje označuje dirke, ki niso štele za motociklistično prvenstvo.
| Sezona | Dirkališče  | 50 cm3       | 125 cm3       | 250 cm3        | 350 cm3          | 500 cm3           | Poročilo |
| ------ | ----------- | ------------ | ------------- | -------------- | ---------------- | ----------------- | -------- |
| 1972   | Sachsenring | Theo Timmer  | Börge Jansson | Jarno Saarinen | Phil Read        | Giacomo Agostini  | Poročilo |
| 1971   | Sachsenring | Angel Nieto  | Angel Nieto   | Dieter Braun   | Giacomo Agostini | Giacomo Agostini  | Poročilo |
| 1970   | Sachsenring | Aalt Toersen | Angel Nieto   | Rod Gould      | Giacomo Agostini | Giacomo Agostini  | Poročilo |
| 1969   | Sachsenring | Angel Nieto  | Dave Simmonds | Renzo Pasolini | Giacomo Agostini | Giacomo Agostini  | Poročilo |
| 1968   | Sachsenring |              | Phil Read     | Bill Ivy       | Giacomo Agostini | Giacomo Agostini  | Poročilo |
| 1967   | Sachsenring |              | Bill Ivy      | Phil Read      | Mike Hailwood    | Giacomo Agostini  | Poročilo |
| 1966   | Sachsenring |              | Luigi Taveri  | Mike Hailwood  | Giacomo Agostini | Frantisek Stastny | Poročilo |
| 1965   | Sachsenring |              | Frank Perris  | Jim Redman     | Jim Redman       | Mike Hailwood     | Poročilo |
| 1964   | Sachsenring |              | Hugh Anderson | Phil Read      | Jim Redman       | Mike Hailwood     | Poročilo |
| 1963   | Sachsenring |              | Hugh Anderson | Mike Hailwood  | Mike Hailwood    | Mike Hailwood     | Poročilo |
| 1962   | Sachsenring | Jan Huberts  | Luigi Taveri  | Jim Redman     | Jim Redman       | Mike Hailwood     | Poročilo |
| 1961   | Sachsenring |              | Ernst Degner  | Mike Hailwood  | Gary Hocking     | Gary Hocking      | Poročilo |
| 1960   | Sachsenring |              | Ernst Degner  | John Hempleman | Jim Redman       | John Hempleman    | Poročilo |
| 1959   | Sachsenring |              | Werner Musiol | Gary Hocking   | John Hempleman   | Gary Hocking      | Poročilo |
| 1958   | Sachsenring |              | Ernst Degner  | Horst Fügner   | Luigi Taveri     | Dickie Dale       | Poročilo |